# Mercierella enigmatica
Mercierella enigmatica är en ringmaskart som först beskrevs av Fauvel 1923.  Mercierella enigmatica ingår i släktet Mercierella och familjen Serpulidae. Inga underarter finns listade i Catalogue of Life.